# Gale MTV
Gale rozdania nagród MTV – wydarzenia kulturalne organizowane przez amerykańską stację muzyczną MTV w wielu miejscach na świecie. Łącznie wszystkich gal jest 31 m.in. MTV Music Awards, Video Music Awards itp. Pierwsza gala rozdania nagród odbyła się W Stanach Zjednoczonych, MTV Video Music Awards. 
Polska dzisiaj nie ma własnej gali rozdania nagród MTV, nadawna jest tylko MTV Europe Music Awards, MTV Video Music Awards i MTV Movie Awards.

## Lista gal MTV (USA)
- CMT Music Awards (1967–nadal)
  - MTV nabyło nagrodę w maju 2000 roku. Koncert był wcześniej znany jako Music City News Awards (1967-89), który połączył się z The Nashville Network Viewer's Choice Awards (1988-89) w 1990 roku, by stać się The Nashville Network / Music City News Awards (1990-99), Country Weekly presents The Nashville Network Music Awards (2000), CMT i Country Weekly Music Awards (2001) oraz CMT Flameworthy Video Music Awards (2002-04). Obecna nazwa ceremonii wręczenia nagród pod patronatem MTV została przyjęta w 2005 r.
- MTV Video Music Awards (1984-nadal)
- MTV Movie Awards (1992-nadal)
- TRL Awards (USA) (2002-2008)
- mtvU Woodie Awards (2005-nadal)

## Nagrody MTV na całym świecie

### Music videos
Gala ta jest związana z muzyką.
| Kraj/Region                   | Nazwa                           | Lata emisji        |
| ----------------------------- | ------------------------------- | ------------------ |
| Afryka                        | MTV Africa Music Awards         | 2008 - nadal       |
| Australia                     | MTV Australia Awards            | 2005 - nadal       |
| Azja                          | MTV Asia Awards                 | 2002 - 2006, 2008, |
| Europa                        | MTV Europe Music Awards         | 1994 - nadal       |
| Brazylia                      | MTV Video Music Brasil          | 1995 - nadal       |
| Belgia                        | TMF Awards                      | 1999 - nadal       |
| Japonia                       | MTV Video Music Awards Japan    | 2002 - nadal       |
| Japonia                       | MTV Student Voice Awards        |                    |
| Filipiny                      | MTV Pilipinas Music Awards      | 2006 - nadal       |
| Indie                         | MTV Immies                      | 2003 - nadal       |
| Włochy                        | TRL Awards                      | 2006 - nadal       |
| Ameryka Południowa i Łacińska | Los Premios MTV Latinoamérica   | 2002 - nadal       |
| Pakistan                      | MTV Pakistan Music Video Awards |                    |
| Rumunia                       | MTV Romania Music Awards        | 2002 - nadal       |
| Rosja                         | MTV Russia Music Awards         | 2004 - 2008,       |

### Movies
Gala ta związana jest z filmami. 
| Kraj/Region | Nazwa                      | Lata emisji  |
| ----------- | -------------------------- | ------------ |
| Azja        | MTV Asia Movie Awards      |              |
| Indonezja   | MTV Indonesia Movie Awards | 1995 - nadal |
| Rosja       | MTV Movie Awards Russia    | 2006 - nadal |
| Meksyk      | MTV Movie Awards México    | 2002 - nadal |

### Fashion
Gala ta związana jest z modą. 
| Kraj/Region        | Nazwa                        |
| ------------------ | ---------------------------- |
| Chiny              | MTV China Style Awards       |
| Filipiny           | MTV Philippines Style Awards |
| Indie              | MTV India Style Awards       |
| Ameryka Południowa | Fashionista Mtv              |

### Video Games
Gala ta związana jest z grami komputerowymi. 
| Kraj/Region | Nazwa           |
| ----------- | --------------- |
| Niemcy      | MTV Game Awards |